# Rue Ernest-Hemingway
La rue Ernest-Hemingway est une voie du 15e arrondissement de Paris, en France.

## Situation et accès
La rue Ernest-Hemingway est une voie publique située dans le 15e arrondissement de Paris. Elle débute au 64, rue Leblanc et se termine au 49, boulevard du Général-Martial-Valin.

## Origine du nom

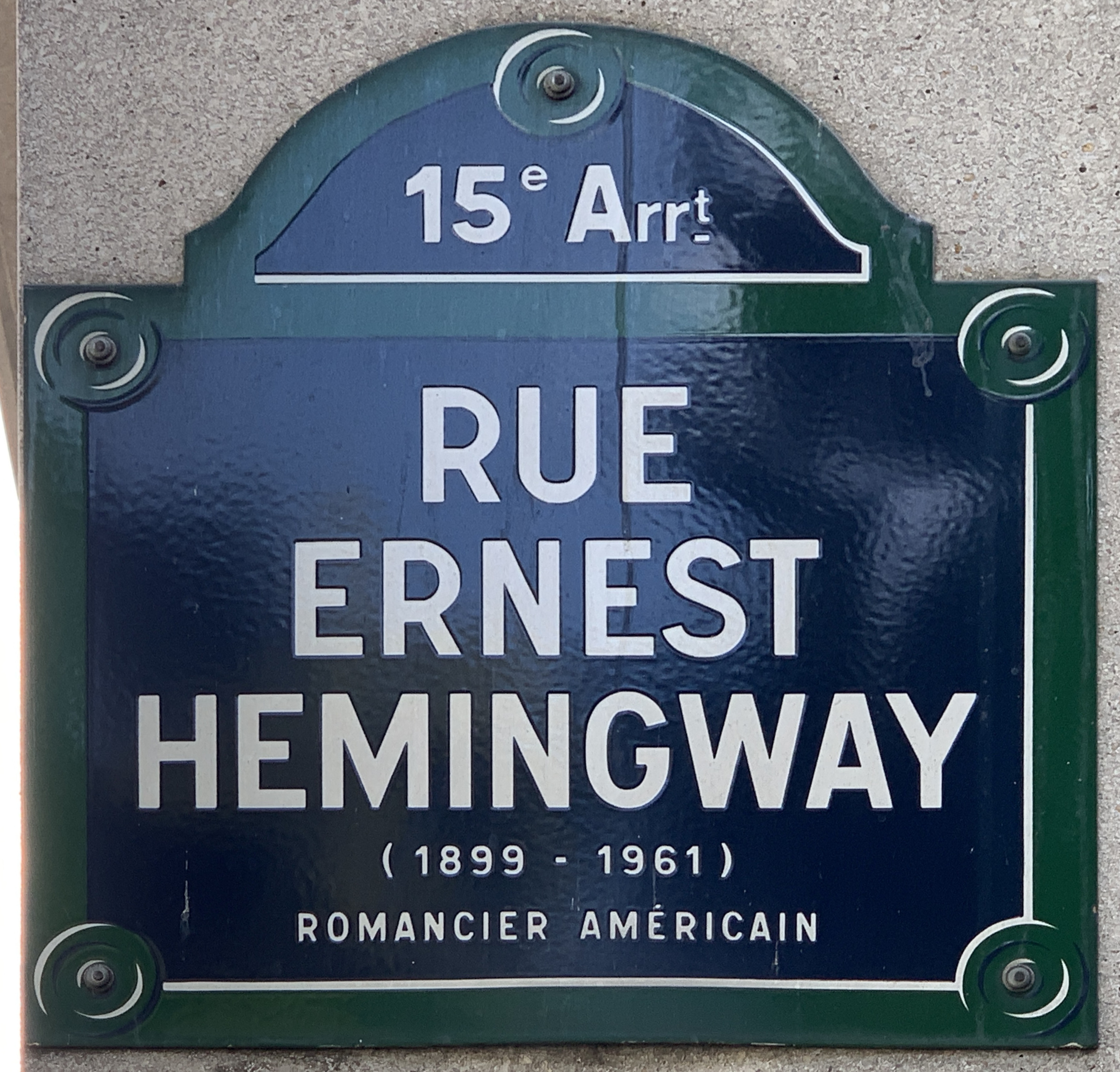
Plaque de la rue.

Cette voie rend hommage au romancier américain Ernest Hemingway (1899-1961) qui fut prix Nobel de littérature.

## Historique
La voie est créée dans le cadre de l'aménagement de la ZAC Citroën-Cévennes sous le nom provisoire de « voie BF/15 » et prend sa dénomination actuelle par un arrêté municipal du 14 janvier 1994.